# زمان شام
زمان شام (عربی: موعد على العشاء) یک فیلم به کارگردانی محمد حسن خان است که در سال ۱۹۸۱ منتشر شد. از بازیگران آن می‌توان به سعاد حسنی و احمد زکی اشاره کرد.